# Церковь Николая Чудотворца (Красная Горка)
Церковь Николая Чудотворца (тат. Кодрәтләр кылучы Изге Микулай чиркәве, Qödrätlär qıluçı İzge Miqulay çirkäwe) — возведённый в 1778 году православный храм в посёлке-микрорайоне «Красная Горка» города Казани.
Приход Никольской церкви существовал с 1670 года. Первоначально церковь была деревянной, а в 1778 году на средства прихожан была построена однопрестольная каменная церковь. В 1829 году был построен придел Грузинской иконы Богоматери. Неоднократно перестраивалась. В 1883 году при церкви было образовано приходское попечительство. В 1894 году была построена колокольня и расширена трапезная, а в 1907 году — обновлена штукатурка в старом правом приделе. В 1900—1902 годах построен новый левый придел. В 1902 году церковь стала трёхпрестольной. В 1913 году была расширена арка в главной части.
В архитектуре фасада церкви сочетаются элементы барокко (главная апсида, четверик, окна) и русского стиля (колокольня, кокошники, завершение четверика).
Прихожанами церкви были жители Красной горки и окрестных сёл — Кузьметьево, Займище, Аракчино. В 1902 году их численность составляла 1776 человек.
Закрыта в советское время, использовалась под хозяйственные нужды. За этот период были утрачены купола с крестами и барабан, а саму церковь до середины окон засыпали землёй. С южной и северной сторон к зданию были пристроены кирпичные хозяйственные пристройки.
В 1990 церковь возвращена верующим, которые восстановили её. В ходе реставрации (Татарское специальное научно-реставрационное управление, архитектор: И. Б. Харисова) были восстановлены оба главных купола и барабаны, колокольня, заново выложен мраморный пол, ограда, изготовлены ворота и калитка, аналогичные первоначальным.